# シャララ (植村花菜の曲)
「シャララ」は、植村花菜の8枚目のシングル。2008年8月20日に発売。

## 解説
- 植村のシングルで初回限定盤が生産されるのは本作が初めて、またシングルにライブバージョンの楽曲・PVが収録されるのも本作が初めてである。
- 「Only You」のライブバージョンは、金銭的な事情でライブに行けない人たちにライブの雰囲気を伝えたい、という本人の希望で収録された。
- 購入特典として、新星堂全店・タワーレコード全店・一般多売店[1]でハーブ栽培缶を、TSUTAYA全店（一部対象外）でアナザージャケット仕様TOLアクセスカードを先着で配布した。ハーブの色はチェーンによって異なる。
- 表題曲「シャララ」はABCテレビ・テレビ朝日系教養バラエティ番組『近未来×予測テレビ ジキル&ハイド』の7月〜9月度エンディングテーマ、ABC系バラエティ番組『ナイトINナイト 今ちゃんの『実は…』』のエンディングテーマとなっている。

## 収録曲
1. シャララ
（作詞・作曲：植村花菜 / 編曲：片岡大志、浦清英）
2. sky high
作詞・作曲：植村花菜 / 編曲:松岡モトキ）
3. Only You <Live ver.> 〜Bonus Track〜
（作詞：森若香織 / 作曲：Sandi Thom（サンディ・トム）、Dave James / 編曲：松岡モトキ）
4. シャララ (inst.)
（作詞・作曲：植村花菜 / 編曲：片岡大志、浦清英）
5. sky high (inst.)
（作詞・作曲：植村花菜 / 編曲：片岡大志、浦清英）